# Selima und John
Selima und John (The Sleeping Dictionary) ist ein US-amerikanisches Filmdrama aus dem Jahr 2003. Regie führte Guy Jenkin, der auch das Drehbuch schrieb.

## Handlung
Der junge und naive Engländer John Truscott (Hugh Dancy) reist in die britische Kolonie Sarawak auf Borneo, um die Arbeit seines Vaters auf die Gesellschaft der Iban anzuwenden. Dort trifft er auf seinen Vorgesetzten Henry Bullard (Bob Hoskins) und dessen Frau Aggie (Brenda Blethyn). John versucht, die Gegend zu zivilisieren, baut Schulen und ermöglicht den Iban Bildung. Dabei begegnet er ungewohnten lokalen Bräuchen. Selima (Jessica Alba) wird sein „schlafendes Wörterbuch“, die mit ihm schläft und ihm die Sprache und die Gewohnheiten der Einheimischen beibringt.
John wird in ein abgelegenes Gebiet geschickt, wo eine Krankheit den Yakata-Stamm heimsucht. Gemeinsam mit Selima reist er ins Landesinnere. Dort entdeckt er eine von Europäern betriebene Mine und stellt fest, dass die Yakata Reis besitzen, den sie von den Bergleuten erhalten haben. Er erkennt, dass der Reis vergiftet wurde, um den Stamm zu dezimieren. Da er weiß, dass sie sich rächen werden, erzählt John den Yakata, was geschehen ist. Die Yakata töten daraufhin die Bergleute.
Entgegen ihrer Absicht verlieben sich John und Selima verbotenerweise ineinander. John möchte sie heiraten, doch das Langhaus erlaubt dies nicht. Als er Henry von seinen Plänen erzählt, wird Selima eingesperrt. Sie möchte ihn ebenfalls heiraten, doch die beiden werden getrennt. Bullard droht John mit einem Gerichtsverfahren wegen der Ermordung der Bergarbeiter, bietet ihm jedoch einen Ausweg an: John muss Selima aufgeben und für ein Jahr nach Großbritannien reisen, um dort die Tochter der Bullards, Cecilia (Emily Mortimer), kennenzulernen. Der britische Beamte Neville Shipperly (Noah Taylor), ein rüpelhafter Trinker mit Abneigung gegen die Einheimischen, ist eifersüchtig, da er selbst Cecilia heiraten wollte.
Ein Jahr später heiratet John Cecilia, kann jedoch seine Gefühle für Selima nicht verdrängen. Gemeinsam mit Cecilia kehrt er nach Sarawak zurück, um seine Arbeit fortzusetzen. Cecilia bemerkt Johns Sehnsucht nach Selima und fordert Antworten. John erklärt, dass Selima nun mit Belansai verheiratet sei und ein gemeinsames Baby habe.
Als John Selima mit dem Baby sieht, glaubt er, dass es sein Kind ist, und bittet seinen Freund Famous, ein Treffen mit ihr zu arrangieren. Als Selima später ahnungslos ins Haus kommt, trifft sie dort auf John. Er erkennt seinen Sohn Mandar und möchte sich ihm nähern. Belansai erfährt davon und versucht, John mit einem Rasiermesser zu töten, verletzt ihn jedoch nur leicht. Am nächsten Morgen erzählt Henry John von seiner eigenen Vergangenheit: Er hatte ebenfalls ein „schlafendes Wörterbuch“, aus dieser Beziehung wurde Selima geboren.
Belansai wird gefangen genommen und für versuchten Mord an einem Offizier zum Tod durch Erhängen verurteilt. Selima ist unglücklich darüber, da er ein guter Vater für Mandar war. John hat keine Wahl und verkündet die Hinrichtung. In der Nacht versucht Selima, Belansai zu befreien, ohne zu wissen, dass John dasselbe plant. Er befreit Belansai und gibt ihm eine Waffe. Bevor Belansai flieht, bittet John Selima, ihn am Hafen zu treffen, damit sie gemeinsam fliehen können. Sie fürchtet jedoch, dass er erwischt wird. John entgegnet: „Dann werde ich ihnen sagen, dass ich lieber dich habe als ein Land… oder eine Sprache… oder eine Geschichte.“ Sie umarmen sich im strömenden Regen.
Am nächsten Tag muss Selima, da sie von den Bewohnern des Langhauses verstoßen wurde, Nevilles „schlafendes Wörterbuch“ werden. Später gibt Cecilia bekannt, dass sie schwanger ist, was John schockiert. In dieser Nacht schlägt Selima Neville nieder, als er versucht, sie zu missbrauchen. Sie flieht mit ihrem Kind zum Hafen. John will immer noch mit ihr zusammen sein und schreibt gerade eine Abschiedsnachricht, als Cecilia ihn zur Rede stellt. Sie erkennt, dass er Selima liebt, und lässt ihn ziehen. Aggie ist empört darüber, dass Cecilia und Henry John und Selima ziehen lassen. Sie drängt Neville, ihnen nachzujagen, denn sie befürchtet, auch ihr Mann könnte mit seinem „schlafenden Wörterbuch“ gehen.
Mit Hilfe von Famous und den Yakata sucht John nach Selima, die glaubt, dass er nicht zum Treffpunkt gekommen sei. Sie finden sich wieder, doch Neville taucht mit einer Waffe auf. Er fesselt sie an Bambusstämme und verkündet, dass er sie und ihr Kind töten werde. Doch die Yakata kommen ihnen zu Hilfe und töten Neville.
Am Ende beschließen John und Selima, gemeinsam mit den Yakata zu leben und mit ihnen weiterzuziehen.

## Produktion

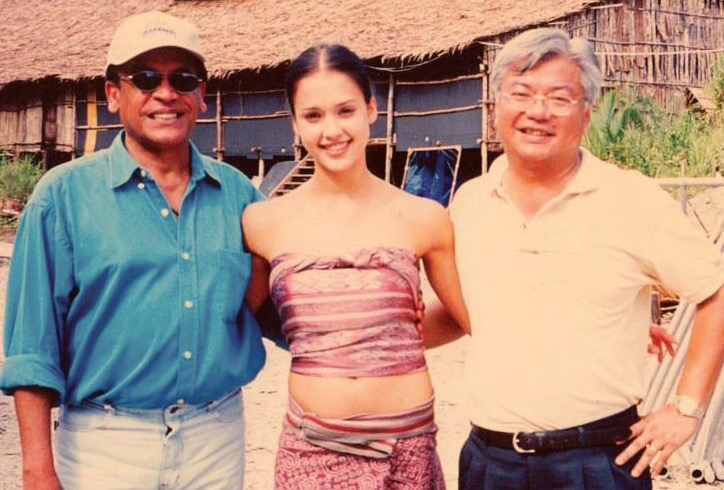
Jessica Alba mit Produzenten des Films bei den Dreharbeiten in Sarawak

Der Film wurde im malaysischen Bundesstaat Sarawak und in London gedreht. Die Produktionskosten betrugen schätzungsweise 12 Millionen US-Dollar. In den USA, in Deutschland und in einigen anderen Ländern wurde der Film direkt auf Video oder DVD veröffentlicht.
Der historische Rahmen des Films ist fiktional. Anders als im Film dargestellt war das echte Sarawak in den 1930er-Jahren keine britische Kolonie, sondern persönlicher Besitz der als Weiße Rajas bekannten Familie Brooke. Erst nach dem Ende des Zweiten Weltkrieges wurde Sarawak im Jahr 1946 für knapp zwei Jahrzehnte Kronkolonie, bevor es 1963 Teil des heutigen Malaysias wurde.

## Kritiken
Christopher Null lobte auf filmcritic.com die Kameraarbeit.
Die Zeitschrift TV Spielfilm schrieb, der Film habe eine anfangs „allzu gemächliche Gangart“ und hintenraus eine „etwas zerfahrene Geschichte“. Lobend erwähnt werden „wunderbare Tropen-Bilder ohne Postkarten-Klischees, anrührende und amüsante Momente und eine erstklassige Darstellerriege.“

## Auszeichnungen
Die Schauspieler Jessica Alba, Bob Hoskins, Brenda Blethyn und der Kameramann Martin Fuhrer erhielten im Jahr 2003 einen DVD Exclusive Award. Zu den sechs weiteren Nominierungen für den gleichen Preis gehörten jene für Regie und Drehbuch von Guy Jenkin, für Emily Mortimer, die Filmmusik und den Schnitt.